# Lambda2 Fornacis
Lambda2 Fornacis (λ2 Fornacis, förkortat Lambda2 For, λ2 For) som är stjärnans Bayerbeteckning, är en ensam stjärna belägen i den mellersta delen av stjärnbilden Ugnen. Den har en skenbar magnitud på 5,78 och är svagt synlig för blotta ögat där ljusföroreningar ej förekommer. Baserat på parallaxmätning inom Hipparcosuppdraget på ca 38,8 mas, beräknas den befinna sig på ett avstånd på ca 84 ljusår (ca 26 parsek) från solen. 

## Egenskaper
Lambda2 Fornacis är en gul till vit stjärna i huvudserien av spektralklass G1 V. Den har en massa som är ca 20 procent större än solens massa, en radie som är ca 1,5 gånger större än solens och utsänder från dess fotosfär ca 3 gånger mera energi än solen vid en effektiv temperatur av ca 5 900 K.

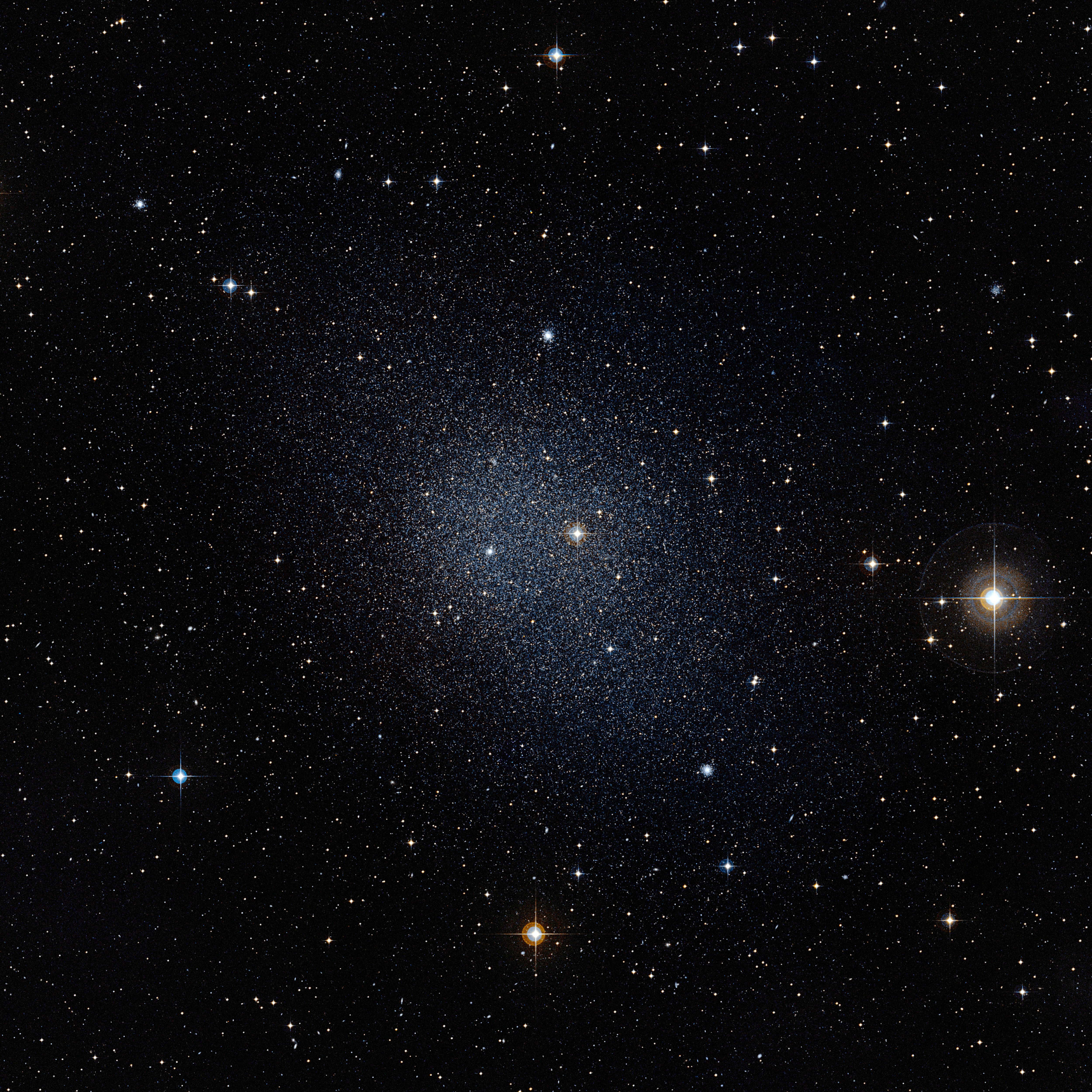
Lambda2 Fornacis på högra sidan av dvärggalaxen i Ugnen.

Precisionsdopplerspektroskopi under en intensiv 48-observatörskampanj på det anglo-australiska teleskopet har visat på förekomst av en exoplanet med liten massa som kretsar kring stjärnan. Den har en massa som är omkring 7 procent av jordens massa och en omloppsperiod på 17,34 dygn.